# 72-я горнострелковая дивизия
72-я горнострелковая дивизия (72 гсд) – воинское соединение Вооружённых сил СССР, принимавшее участие в Великой Отечественной войне.
Боевой период – с 22 июня по 19 сентября 1941 года.

## История
История 72-горнострелковой дивизии восходит к 72-я стрелковой дивизии, которая в 1939 году в составе 13-го стрелкового корпуса 12-й армии Украинского фронта принимала участие в походе на Западную Украину, а затем участвовавшей в советско-финской войне 1939-1940 годов. В июне 1940 года её перебросили на юг в состав войск, направленных против Румынии. 24 апреля 1941 года переформирована в горнострелковую.
С 20 мая начала получать приписной состав в количестве 1100 человек. 20 июня была приведена в боевую готовность и на следующий день заняла подготовленные позиции на Львовском выступе по реке Сан. 22 июня отражала атаки немцев, пытавшихся перейти реку. К рассвету следующего дня дивизия отвела свой 187-й горнострелковый полк на фронт Бахув – Липа Дольна – Добра Шляхенка. Её 133-й полк, выведенный в резерв командира корпуса, в 2 часа 30 минут прошёл Рыботыче, следуя в направлении Фредрополь.
В ночь на 24 июня дивизия вела бои с противником, отражая его попытки форсировать р. Сан. К утру немцам удалось сбить советские пограничные части и переправиться в районе Седлиска. Днём 133 гсп совместно с 99-й сд овладели Перемышлем и заняли рубеж Соколя – Годыне – Воля Лацка – Шехынэ – Медыка – Перемышль – Бахув. 187-й же и 309-й гсп дивизии вели бой с переправившимися частями противника.
В связи с тем, что фронт в стыке между 6-й и 26-й армиями был прорван противником и возникла угроза для флангов обеих армий, 24 числа командующий Юго-Западным фронтом приказал отвести 72 гсд на рубеж Ольшаны – Устишки Дольне. 28 июня 72-я гсд была выведена в резерв.
1 июля дивизия обороняла рубеж Пясечна – западная опушка урочища Бильческий Ляс, но с 6 часов утра 2 июля начала отход на основной оборонительный рубеж Оттыневице – Ходоров – Журавно. Утром 3 июля последовала директива командующего войсками ЮЗФ на отвод 26-й армии на рубеж Великие Деревичи – Заставцы и оборону Остропольского укреплённого района. 8 числа армия продолжала отход на восток и 11 июля заняла оборону на фронте Острополь – Десеровка – Новоконстантинов – Летичев. 72 гсд сменила на участке Старая Синява – Юзефовка части 216-й мотострелковой дивизии.
18 июля 12-я армия, в состав которой к этому времени была передана 72 гсд, произвела перегруппировку войск и отход на новый рубеж с целью выравнивания фронта. Перед фронтом армии противник активно рвался из района Браилова и, взломав оборону танками, вышел на южную и восточную окраины Винницы. 72 гсд оборонялась в районе Вонячина.
21 июля противник зашёл в тыл 6-й и 12-й армии и, взяв Тетиев, Животов, Оратов и Монастырище, стремился замкнуть кольцо окружения. Чтобы избежать этого, армии силами резервов нанесли совместный удар на восток, в котором участвовала и 72 гсд, которая, двигаясь за 192 гсд тремя полками, 22 июля к 6.00 вышла на рубеж Гоноратка – Казимировка. Её 14 гсп продолжал обороняться на рубеже Славна – Липовец. Вечером 8 ск в составе 192 и 72 гсд была поставлена задача к исходу дня овладеть рубежом Литвиновка – Александровка. Выступив в направлении Лукашевки, к 2 часам ночи 192 гсд, 187 и 133 сп 72 гсд вступили в бой с мотомехчастями противника районе Балабановки и Сабатовки. 23 числа они овладели Лукашевкой и продолжили наступление в восточном направлении. Подвергшись пулемётному огню и обстрелу из миномётов, дивизия отошла за безымянный ручей у юго-западной окраины Лукашевки и перешла к обороне.
1 августа 72 гсд, закрепившаяся на западной окраине Майданецкого, с наступлением темноты начала отход в район Зеленькова для занятия там обороны. 2 августа немцам удалось сомкнуть кольцо вокруг 6-й и 12-й армиями. В ходе ликвидации немцами Уманского котла 72 гсд была уничтожена. 19 сентября 1941 года дивизия была расформирована как погибшая.

## Боевой состав
- 14-й стрелковый полк
- 133-й стрелковый полк
- 187-й стрелковый полк
- 309-й стрелковый полк
- 9-й артиллерийский полк
- 33-й гаубичный артиллерийский полк
- 119-й отдельный истребительно-противотанковый дивизион
- 309-й отдельный зенитный артиллерийский дивизион
- 40-й разведывательный батальон
- 3-й сапёрный батальон
- 55-й отдельный батальон связи
- 51-й медико-санитарный батальон
- 37-й артиллерийский парковый дивизион
- 73-й автотранспортный батальон
- 10-я отдельная рота химзащиты
- 71-й полевой автохлебозавод
- 214-я (176) полевая почтовая станция
- 396-я полевая касса Госбанка

## Подчинение
| На дату      | Фронт              | Армия      | Корпус                |
| ------------ | ------------------ | ---------- | --------------------- |
| 22.06.1941   | Юго-Западный фронт | 26-я армия | 8-й стрелковый корпус |
| 01.07.1941   | Юго-Западный фронт | 26-я армия | 8-й стрелковый корпус |
| 10.07.1941   | Юго-Западный фронт | 26-я армия | 8-й стрелковый корпус |
| с 25.07.1941 | Южный фронт        | 12-я армия | 8-й стрелковый корпус |

## Командование дивизии

### Командиры
- Абрамидзе, Павел Ивлианович (24.04.1941 – 19.09.1941[2]), генерал-майор[3].

### Начальники штаба
- Черноус, Павел Васильевич (24.04.1941 – 19.09.1941), майор